# Adrien Bart
Pour les articles homonymes, voir Bart.
Adrien Bart, né le 4 septembre 1991 à Orléans, est un céiste français licencié à l'A.S.L. de Saint-Laurent-Blangy.
Il est vice-champion du monde junior en C2 1000 m en 2009 et médaillé de bronze en C4 1 000 mètres à la Coupe du monde de course en ligne en 2013.
Il se qualifie pour les Jeux olympiques d'été de 2016 en C1 1000 mètres.
Il est médaillé de bronze en C1 1000 m aux Championnats du monde de course en ligne de canoë-kayak de 2019.